# Yekaterina Breshko-Breshkóvskaya
Yekaterina Konstantínovna Breshko-Breshkóvskaya (del ruso: Екатери́на Константи́новна Бре́шко-Брешко́вская), 13 de enero de 1844-12 de septiembre de 1934, revolucionaria rusa, veterana socialista, fundadora del Partido Social-Revolucionario y miembro de su fracción conservadora, conocida también como «la abuela de la revolución» o simplemente bábushka («la abuela»).
Nació en 1844. Liberal en sus comienzos, Breshko-Breshkóvskaya había pasado al populismo, había apoyado el terrorismo, más tarde había adoptado una postura defensista durante la Primera Guerra Mundial y durante el periodo interrevolucionario en 1917 fue una destacada dirigente de la corriente derechista del Partido Social-Revolucionario.

## Comienzos
Breshkóvskaya, nacida Verigo (el apellido por el que se la conoce habitualmente se debe a su matrimonio) en 1844, creció en el seno de una familia de la aristocracia rural de espíritu liberal en la provincia de Vítebsk.
En los primeros años de la década de 1860 ya se había entregado a trabajar junto a los campesinos en las escuelas rurales y en los zémstvos. En la misma década contrajo matrimonio, pero abandonó a su marido en 1873. Debido a su actividad política fue vigilada por la policía.
El año que abandonó a su esposo se trasladó a Kiev, donde estableció una comuna junto con una hermana suya. Convertida en bakuninista, participó en la campaña de los naródniki de la primavera y el verano de 1874 en la que intelectuales rusos idealistas marcharon al campo para tratar de transformar al campesinado. Detenida por las autoridades en septiembre de ese año, fue encerrada en la Fortaleza de San Pedro y San Pablo en San Petersburgo. Fue juzgada cuatro años más tarde y condenada a trabajar en las minas de Siberia durante cinco años, pena que fue conmutada a diez meses de exilio en la misma región. Habiendo escapado en 1881, fue arrestada nuevamente y condenada a cuatro años de trabajos forzados en las minas y al exilio interior, impidiéndosele regresar a la Rusia europea hasta 1896.
Fue una de los escasos miembros del movimiento populista que mantuvo su fe en el campesinado y su reforma tras el fracaso de la campaña de 1874.

## Socialrevolucionaria
A comienzos del siglo XX, retomó la agitación revolucionaria, asociándose con Grigori Gershuni y más tarde con Víctor Chernov, con los que fundó el nuevo Partido Social-Revolucionario en 1901. Recorrió el país, seguida de Gershuni, para recabar el apoyo de los viejos revolucionarios y lograr nuevas afiliaciones al partido, utilizando para ello su prestigio de veterana revolucionaria.
En 1903 huyó del país, buscada por la policía zarista; se estableció en Ginebra y pasó a formar parte del comité central del nuevo partido. El año siguiente asistió al congreso socialista en Ámsterdam y se trasladó a los Estados Unidos para recaudar fondos para la agrupación política.
Regresó a Rusia durante la Revolución de 1905 y asistió al segundo congreso campesino en Nizhni Nóvgorod, antes de ser nuevamente detenida en 1907 y devuelta a la fortaleza capitalina donde ya había sido encerrada. En 1909 fue juzgada y condenada al exilio siberiano; trató en vano de escapar en 1913 y se la castigó con el aislamiento carcelario. En total pasó veinte años en Siberia.

## Las revoluciones de 1917

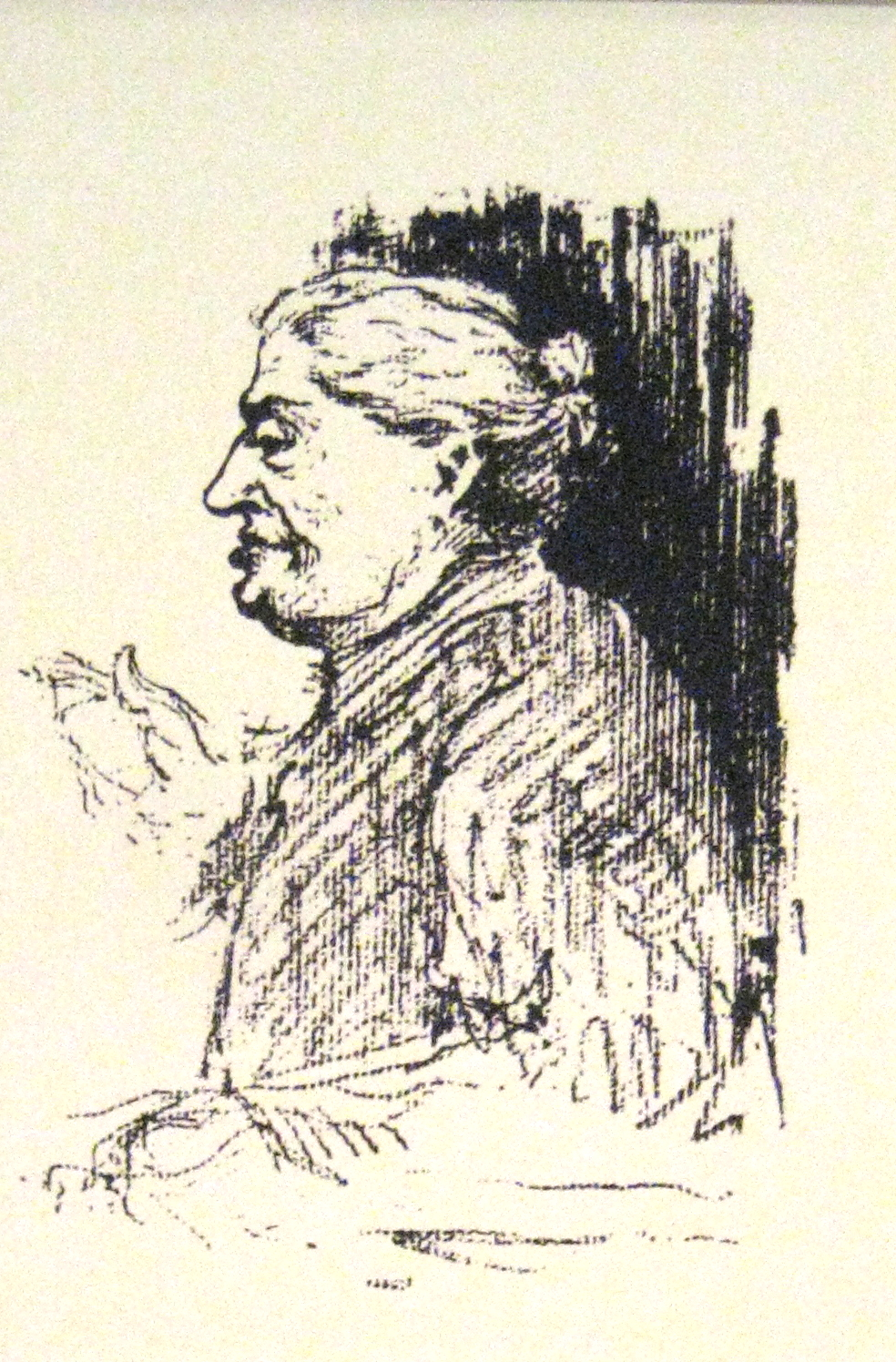
Caricatura de Breshko-Breshkóvskaya por Artsybúshev durante la Conferencia Estatal de Moscú del verano de 1917.

Conoció a Aleksandr Kérenski durante su segundo exilio en Siberia, convirtiéndose en una de sus mayores defensoras. El propio Kérenski organizó su regreso a Europa tras la Revolución de Febrero. Seguía entonces en Siberia, junto con otros destacados miembros del partido como Abraham Gotz o Mariya Spiridónova.
En el periodo del Gobierno provisional ruso, Breshko-Breshkóvskaya destacó como uno de los principales miembros del ala más derechista del partido, financiando el diario Volya Naroda (La voluntad del pueblo) y respaldando activa y firmemente al Gobierno. Como otros antiguos revolucionarios, Breshko-Breshkóvskaya convirtió su anterior respaldo a las ideas populistas en nacionalismo y en un cierto paneslavismo antigermano. Financió al diario conservador del partido con abundantes fondos recaudados por admiradores estadounidenses y respaldó las acciones para mantener el esfuerzo bélico del país.
Adversaria feroz de los bolcheviques, a los que consideraba agentes alemanes, y de las posturas de la fracción izquierda de los socialrevolucionarios, fue quedando aislada en la formación. Defendió con vehemencia el mantenimiento de la alianza con Francia y el Reino Unido y la continuación de la guerra hasta la victoria. Su influencia real era escasa, a pesar de su prestigio como veterana revolucionaria.
En la primavera, se la eligió como miembro del comité ejecutivo central de los sóviets de campesinos, dominado por la corriente derechista del partido.

## Oposición a los bolcheviques y exilio
Tras la toma del poder por Lenin en la Revolución de Octubre, se enfrascó en la preparación de la Asamblea Constituyente rusa y, tras su disolución por los bolcheviques, respaldó al Gobierno antibolchevique del Komuch; se trasladó a su sede en Samara en el verano de 1918. En septiembre de 1918, participó como miembro de la Unión por la Regeneración de Rusia en la conferencia de Ufá que reunió a diversas autoridades antibolcheviques y llevó a la formación del efímero Directorio de Omsk. Volvió a los Estados Unidos para recaudar fondos y arremetió ante el Senado en 1919 contra Lenin y sus partidarios.
Permaneció exiliada en Rutenia, entonces parte de la nueva república checoslovaca, gestionando dos escuelas.